# Waffenhammer (Hammerschmiede)

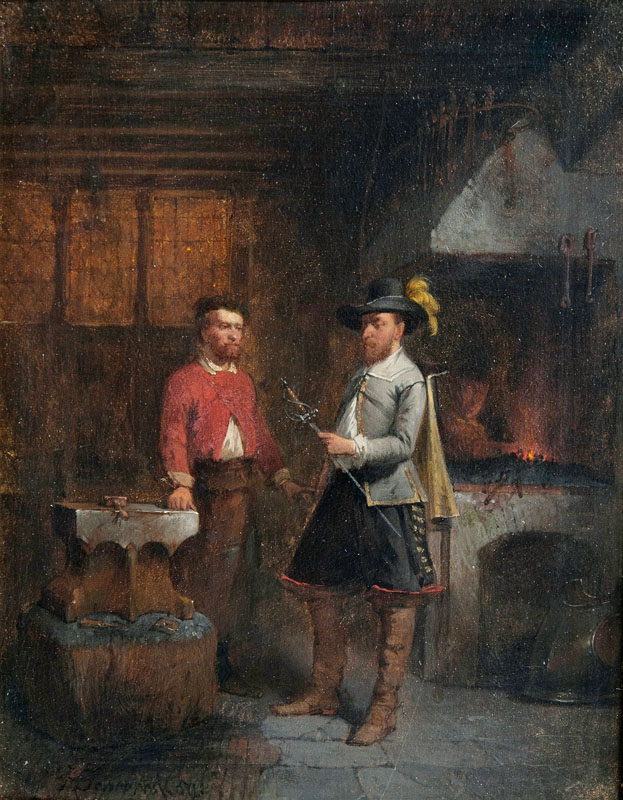
Beim Waffenschmied, Bild von Hendricus Johannes Scheeres von 1859

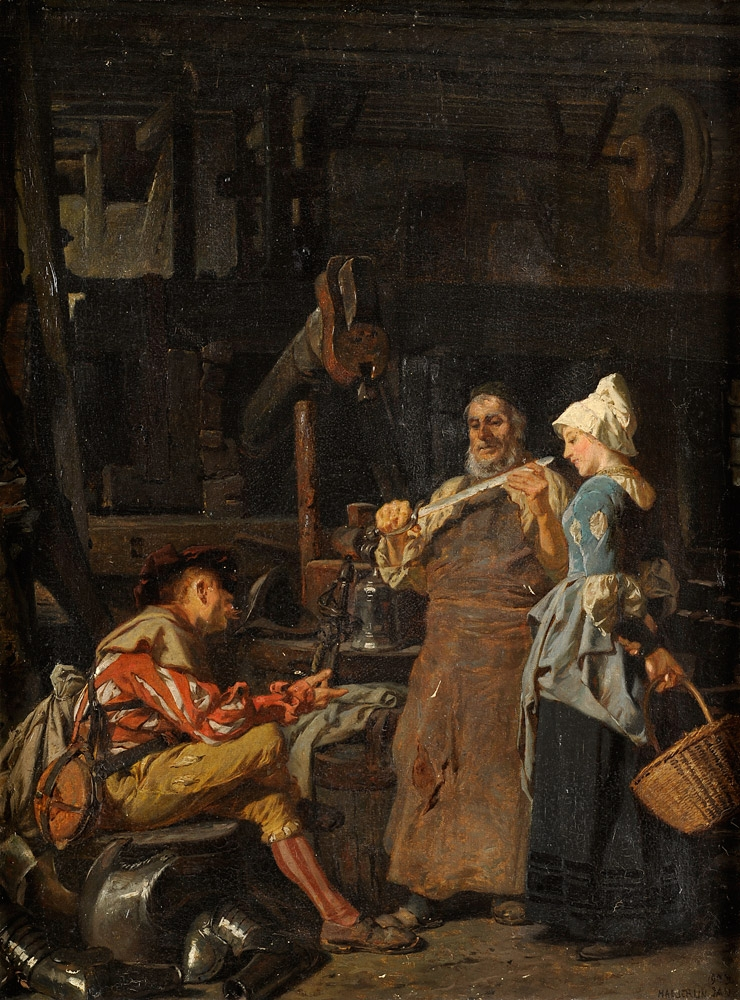
Waffenschmied von Carl von Häberlin, Bild um 1911

Ein Waffenhammer   ist ein eisenverarbeitendes Hammerwerk, in dem entweder Waffen (beispielsweise Harnische, Gewehre, Schwerter, Säbel, Degenklingen, Hellebarden, Bajonette, Spieße) oder auch eiserne Werkzeuge (wie etwa Sensen, Schaufeln, Ketten, Pflüge oder Äxte) erzeugt wurden. In diesem Zusammenhang wird auch von Zeughammer gesprochen, wenn die Herstellung von Geräten in den Vordergrund gestellt werden soll. Waffenhämmer werden erst im ausgehenden Mittelalter genannt.
Die in den Waffenhämmer arbeitenden Schmiede waren auf bestimmte Produkte spezialisiert, z. B. der Waffenschmied auf die Herstellung von Klingen, Panzerhemden oder Schilden, der Büchsenmacher auf Feuerwaffen, der Plattner auf Rüstungen, Harnische und Helme, der Sensenschmied auf Sensen und Sicheln oder in einem Nagelhammer wurde Eisen zu Nägeln geschmiedet.

## Verbreitung und Beispiele
Selbst in Dörfern gab es Hammerwerke, die unter anderem als Waffenhammer benutzt wurden. In Bärenstein ist beispielsweise der von Georg Meyer nach dem Erwerb eines entsprechenden Grundstücks 1667 erbaute (kleine) Hammer nachweisbar. Meyer war Zain-, Zeug-, Schar- und Waffenschmied. Auch unter seinem Sohn (Hammermeister, Schar- und Waffenschmied) Andreas Meyer (1709–1747) und dessen Nachfolgern Johann Friedrich Schmiedel (1748–1752), Johann Wilhelm Schott und dessen Ehefrau Eva Barbara Schott, geb. Meyer (1752–1783) wurde das Bärensteiner Hammerwerk bis 1783 u. a. als Waffenhammer verwendet.
Das Hammerwerk Beratzhausen wurde dadurch berühmt, da bereits Wolfram von Eschenbach die „Blechsturmhauben von Beratzhausen“ besonders lobte. Auch der Hammer zu Schönhofen wurde zeitweise als Waffenhammer betrieben. In den Jahrbücher der Berg- und Hüttenkunde von 1815 werden als Waffenhämmer in der Bayreuther Gegend der Leopoldshammer, der Hammer von Wellerthal bei Blumenthal (Selb), der Wendenhammer bei Hebanz und der Dürrweider Waffenhammer genannt. In dem 1867 erschienenen Topographisch-statistischen Handbuch des Königreichs Bayern wurden Orte namens Waffenhammer in den Bezirksämtern Deggendorf, Kemnath, Neunburg vorm Wald, Neustadt an der Waldnaab, Lichtenfels, Stadtsteinach (in der Gemeinde Wildenstein), Teuschnitz und Wunsiedel erwähnt.